# Флаг Большесельского района
Флаг муниципального образования Большесе́льский муниципальный район Ярославской области Российской Федерации — опознавательно-правовой знак, служащий официальным символом муниципального образования.
Ныне действующий флаг утверждён 24 февраля 2011 года и внесён в Государственный геральдический регистр Российской Федерации с присвоением регистрационного номера 6710.

## Описание флага
«Прямоугольное полотнище с отношением ширины к длине 2:3, воспроизводящее композицию герба Большесельского муниципального района».
Геральдическое описание герба гласит: «В червлёном (красном) поле золотая перевязь, сопровождаемая вверху окружённым по краю зелёным лавровым венком и обременённым несущим на левом плече серебряную на червлёной рукояти секиру чёрным восстающим медведем, золотым безантом (шаром); внизу — серебряной подковой двумя шипами вниз».

## Обоснование символики
Лавровый венок — символ победы, успеха, благополучия, Является одной из центральных фигур на щите герба графов Шереметевых, у нас он определяет географический центр Ярославской области.
Медведь с секирой — обозначает принадлежность района к Ярославской области и помещён в центр золотого поля, что является органичным продолжением геральдической истории Ярославской области.
Подкова — через Большое Село проходила столбовая дорога, связывающая Углич и Ярославль. В селе проводилась первая замена ямщицких лошадей — первый стан.

## Предыдущий флаг

Герб рода графов Шереметевых.

Первый флаг Большесельского муниципального района был утверждён 26 марта 2009 года решением Собрания представителей Большесельского муниципального района № 59.  Автор флага учительница рисования Дуниловской школы Любовь Фёдорова.

### Описание флага
«Флаг Большесельского муниципального района Ярославской области представляет собой прямоугольное полотнище с отношением ширины к длине 2:3. Оно разделено: 1/4 часть правой стороны полотна жёлтого (золотого) цвета для зрителя, стоящего позади флага, 3/4 части левой стороны полотна — красного (червлёного). В червлёном поле флага расположен лавровый венок овальной формы зелёного цвета, обрамляющий золотое поле. На внутреннем поле изображён восстающий развёрнутый (если встать позади флага) вправо чёрный медведь, держащий на левом плече левой передней лапой серебряную секиру на червлёной рукояти, обращённую лезвием вверх; правая передняя лапа приподнята над левой».

### Обоснование символики
Красный цвет полотнища — символ мужества, жизнеутверждающей энергии, праздника и красоты.
Жёлтый цвет (золото) — символ высшей ценности, прочности, мира, богатства, стабильности, уважения.
Лавровый венок — символ победы, успеха, благополучия, является одной из центральных фигур на щите герба графов Шереметевых, определяет географический центр Ярославской области.
Медведь с секирой в центре золотого поля означает принадлежность района к Ярославской области.
Чёрный цвет — символ благоразумия, строгости, торжественности и вечности.